# Smälta

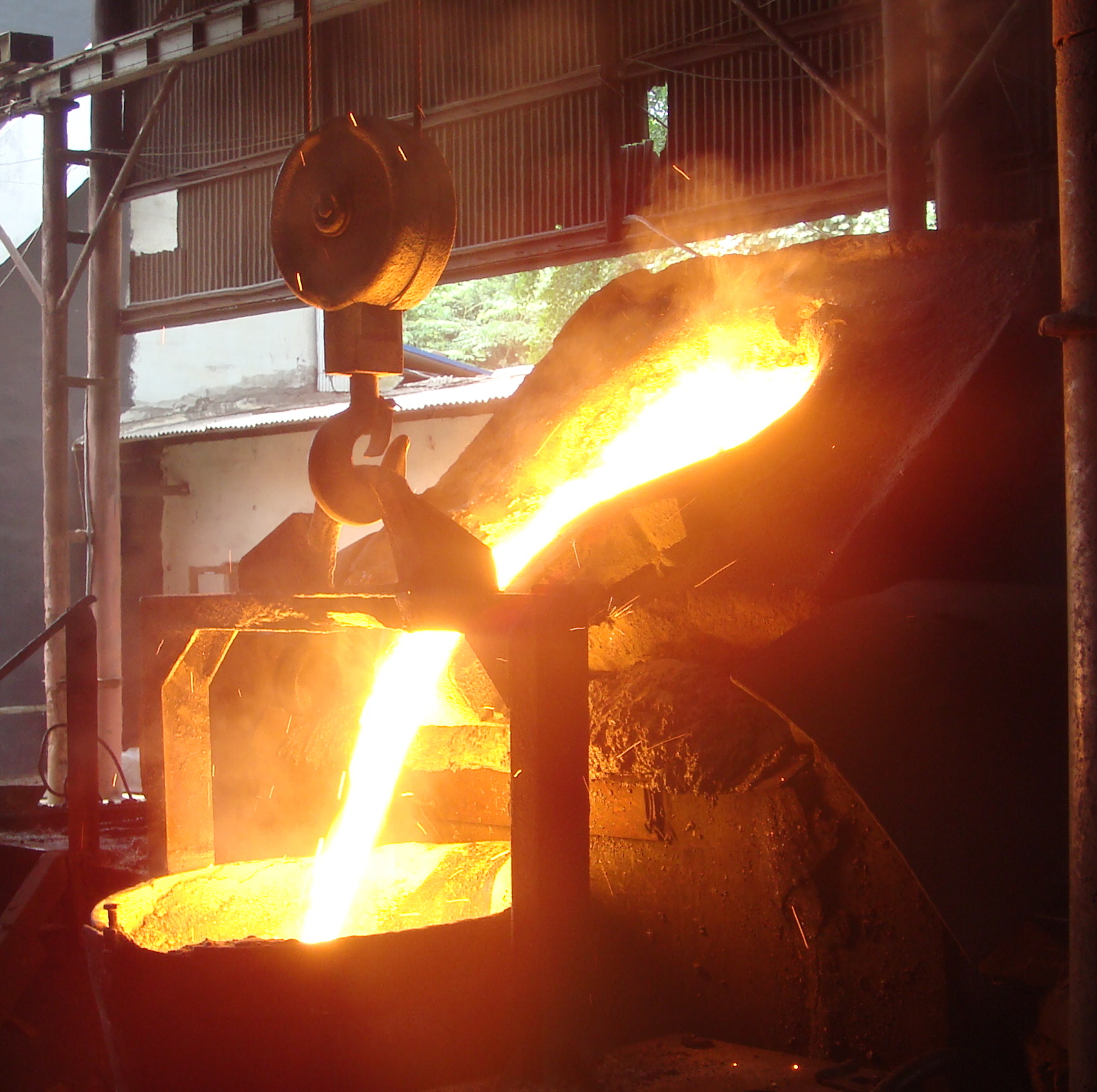
Smält järn.

Smälta är en massa av järn, metall eller annat oorganiskt material   som genom upphettning nått ett flytande tillstånd där det vidare kan bearbetas.

## Olika betydelser
Massan av smält malm kallas för malmsmälta. Smälthammare är en sorts fallhammare, som har samma användningsområden som dess efterföljare, mumblingshammaren.
Smältan av glas kallas för glasmassa.